# The First Stone
The First Stone è un cortometraggio muto del 1915 diretto da Frank Cooley. Di genere drammatico, prodotto dalla American Film Manufacturing Company, il film aveva come interpreti Irving Cummings, Virginia Kirtley, Fred Gamble, Webster Campbell, Joe Harris.

## Trama
Ernest, il figlio del reverendo Johnson, fa vergognare con il suo comportamento i genitori che lo allontanano da casa. Il giovane, tra le altre cose, aveva sedotto e abbandonato la giovane Mary Carr che, in attesa di un bambino, era stata accolta in una casa per ragazze. Cinque anni dopo, Mary - che si è dimostrata sempre una ragazza brava e morigerata - viene raccomandata dal reverendo Johnson come governante al suo amico John Steel, vedovo con figlio.

Steel e Mary cominciano pian piano a innamorarsi l'uno dell'altra ma Mary non ha il coraggio di confessargli il suo passato. Il reverendo, accortosi della cosa, dice a Mary che deve andarsene, perché Steel non la perdonerebbe mai se venisse a sapere che è una ragazza madre. Lasciando un biglietto, Mary se ne va via di notte con la sua bambina.

Il reverendo viene chiamato al capezzale del figlio che, prima di morire, confessa di avere sposato sei anni prima una ragazza, ma di averle poi fatto credere che il matrimonio non era valido. Dà al padre la sua foto, chiedendogli di ritrovarla e di dirle la verità. Johnson riconosce nella foto Mary. Ritorna in tutta fretta da Steel per scoprire che Mary è scomparsa. I due riescono a rintracciarla: tutto è spiegato e Mary e Steel sono felicemente riuniti.

## Produzione
Il film fu prodotto dalla American Film Manufacturing Company.

## Distribuzione
Distribuito dalla Mutual, il film - un cortometraggio in una bobina - uscì nelle sale statunitensi il 30 marzo 1915.